# Fiedler-féle kontingenciamodell
A Fiedler-féle kontingenciamodell (következő nevek alatt is előfordul: kontingenciaelmélet, kontingenciaelv) az ipari és szervezeti pszichológia egy vezetéstudományi elmélete, melyet Fred Fiedler, a 20. század egyik vezető tudósa dolgozott ki, aki területét a vezetők szokásainak és jellemének kutatásáról a vezetési stílusok és magatartások irányába mozdította el. Fiedler ez esetlegességi modelljét az 1967-ben kiadott „A vezetéshatékonyság egy elmélete” című könyvében hozta nyilvánosságra.

## Két tényező
Míg sok szaktudós a “legjobb” vezetési módszert kereste, addig Fiedler esetlegességi modelljének állítása szerint a vezetés hatékonysága a “helyzet esetlegességén” múlik, azaz két tényező kölcsönhatásának az eredménye. Ezt a két tényezőt ő “vezetési stílusnak” és “helyzeti kedvezőségnek” nevezte (amit később helyzeti ellenőrzésnek kereszteltek át). Azóta több, mint 400 kutatómunka vizsgálta meg e kapcsolatot.

### A legkevésbé kedvelt munkatárs
A vezetési stílus a vezető és a munkacsoport között végbemenő kölcsönhatások állandó rendszere. Fiedler szerint ez a vezető személyiségén múlik, így rögzített és az – általa- “legkevésbé kedvelt munkatárs”- (angol neve, a ‘Least preferred co-worker’ után), LPC-nek nevezett mércével mérhető. Ez az LPC-mérce (skála) a személy vezetési orientáltságát méri oly módon, hogy az egyén kiválasztja azt az akármikori (múlt, vagy jelen) munkatársát, akivel emlékei, vagy tapasztalata szerint a legkevésbé jött ki, vagy akit legkevésbé kedvelt és leírja annak tulajdonságait a következő listához hasonló tulajdonságok alapján 1-től 8-ig besorolva:
| Barátságtalan    | 1 2 3 4 5 6 7 8 | Barátságos   |
| Nem együttműködő | 1 2 3 4 5 6 7 8 | Együttműködő |
| Ellenséges       | 1 2 3 4 5 6 7 8 | Segítőkész   |
| ….               | 1 2 3 4 5 6 7 8 | ….           |
| Zárkózott        | 1 2 3 4 5 6 7 8 | Nyitott      |

Általában 18-25 ilyen tulajdonságpárt használnak és a válaszok értékelésekor az oszlopokat egyszerűen összeadják és a számok átlaga adja az LPC-t. Egy magas LPC a vezető emberi “viszony-orientáltság”-ára utal, míg egy alacsony érték “feladat orientáltság”-ot mutat. Fiedler feltételezi, hogy a mindenki “legkevésbé kedvelt munkatárs”-a lényegében kb. egyenlő mértékben kellemetlen, de a valódi viszony-központú emberek saját természetüknél fogva hajlamosak azokat jobb fénybe állítva leírni, így magasabb LPC eredményt érnek el. A másik oldalon viszont, a feladat-központú emberek a legkevésbé kedvelt munkatársukat hajlamosak rosszabb fénybe állítani és így LPC-jük alacsonyabb. E leírásból is látható tehát, hogy az LPC ténylegesen egyáltalán nem a legkevésbé kedvelt munkatársat értékeli, hanem magát az értékelőt. Ez azért van, mert a legkevésbé kedvelt munkatársukat viszonylag jobb fénybe állító egyének személyes kapcsolataikból vonják elégedettségüket, míg azok, akik a legkevésbé kedvelt munkatársukat viszonylag kevésbé kedvező módon értékelik, megelégedésüket a sikeres feladatmegoldásból kapják. Ez a módszer tehát az egyénnek a vele dolgozókkal szembeni érzelmi reakcióit nyilvánítja ki. Kritikusok megemlíthetik, hogy e vizsgálat eredményei nem mindig pontosak.

### „Helyzeti kedvezőség”
Fiedler szerint nincs ideális vezető. Mind az alacsony LPC (feladat irányultságú), mind pedig a magas LPC (viszony irányultságú) vezetők hatékonyak lehetnek, ha vezetési stílusuk a helyzetnek megfelelő. Az esetlegességi elmélet lehetővé teszi az olyan helyzetek jellegzetességeinek előre való meghatározását mely az adott vezető hatékonyságát mintegy biztosítja. A helyzet “kedvezőségé”-nek, vagy a helyzet ellenőrizhetőségének három összetevőjét jelölte meg:
1. Vezető-beosztott kapcsolatok, melyek a vezető és beosztottjai között megosztott bizalom, megbízhatóság és tisztelet mértéke,
2. Feladatszerkezet, amely a kézenfekvő feladat összetettségét, ellenőrizhetőségét, sajátosságát és világos érthetőségét mutatja,
3. Vezető helyzeti hatalma, mely magából a vezető hatalmi helyzetéből adódik.

Azok a helyzetek tekinthetők “kedvező”-nek tehát, melyekben a vezető-beosztott kapcsolatok jók, a feladatszerkezet egyértelmű és a vezető pozíció-hatalma magas. Fiedler úgy találta, hogy az alacsony LPC-jű vezetők hatékonyabbak a szélsőséges helyzetekben, azaz mikor a helyzet nagyon kedvező, vagy nagyon kedvezőtlen, míg a magas LPC-jű vezetők a közepes helyzetekben teljesítenek a legjobban.

## Vezető-Helyzet egyezése
Mivel a személyiség viszonylag állandó, az esetlegességi modell azt mutatja, hogy a vezetési hatékonyság javítása a helyzetnek a vezető javára való változtatásával lehetséges. Ezt nevezik „munkatervezés”-nek. A szervezet, vagy a vezető a korábban említett három összetevő változtatásával befolyásolhatja a helyzet jellegét, például befolyásolhatja a feladat szerkezetét (pontosíthatja vagy általánosabbíthatja azt), növelheti, vagy csökkentheti pozíció-hatalmát, vagy képzéssel és/vagy csoportfejlesztéssel javíthatja a vezető-beosztott-kapcsolatait. Az 1976-ban írt „A vezetéshatékonyság javítása: A vezető egyeztetés fogalma” című könyvében Fiedler (Martin Chemers és Linda Mahar együttműködésével) egyfajta segédkönyvet készített vezetőknek, hogy magukat a helyzet kedvezőségének alakításában képezhessék.

### Példák
- A feladat-irányultságú vezetés ajánlható például természeti katasztrófák -mint árvíz, vagy tűz- esetében, mivel egy ilyen meghatározatlan helyzetben a vezető-beosztott kapcsolatok általában szegényesek, a feladat megszerkesztetlen és a hatalmi helyzet gyenge. Egy ilyen helyzetben feltűnő vezető, aki a csoport tevékenységének irányítását kézbe veszi, általában nem ismeri személyesen “beosztottjait”. A feladat-irányultságú vezető a sikeres lehet, mivel ő a szükséges teendőket elvégezteti. Egy tapintatos (viszony-irányultságú) vezető figyelmességével túl sok időt vesztegethet el, s a katasztrófában a problémák nagyon gyorsan elfajulhatnak, esetleg még életek is elveszhetnek.
- Munkások általában pontosan akarják tudni, hogy mit kell tenniük, ezért feladataikat egyértelműen kell megszerkeszteni, meghatározni. A felsőbbszintű vezetés támogatásával a helyi vezető hatalmi helyzete erős, s végül annak ellenére, hogy a vezető nem egészen viszony-irányultságú, a vezető-beosztott kapcsolat mégis nagyon erős lehet ha például a vezető előrelépéseket, vagy fizetésemeléseket tud juttatni dolgozóinak. Az ilyen helyzetekben a feladat-orientált vezetési stílus előnyösebb, és hatékonyabb lehet mint a tapintatos viszony-orientált stílus.
- A tapintatos vezetői stílus olyankor ajánlatos, amikor a helyzetek közepesen kedvezőek, vagy biztosak. Például, mikor (1) a vezető-beosztott kapcsolat jó, (2) a feladat rugalmas és (3) a hatalmi helyzet gyenge. Ilyen helyzeteket találhatunk például kutatóintézetekben, ahol a tudósok nem igénylik a feladat pontos meghatározását, sőt előnyben részesítik a saját alkotói szabadságukat a felmerülő problémák megoldásában, tehát a tapintatos vezetői stílus hatékonyabb lehet, mint a feladat-irányultságú.

## Ellenkező vélemények
- Kutatók gyakran egy kissé túl merevnek találják Fiedler kontingencia modelljét.
- Azt is megfigyelték, hogy az LPC-számok néha nem hűen tükrözik a valóságos személyiségi jegyeket.
- Fiedler kontingencia modelljét azért is kritizálták, mert azt sejteti, hogy egy adott vezető orientáltsága és egy kedvezőtlen helyzet reménytelenül megváltozhatatlan rossz egyezése esetében az egyetlen megoldás csak a vezető cseréje lehet.
- A sok igazoló kutatás ellenére Bass 1990-ben megkérdőjelezte a modell érvényességét.
- Többen (Ashour 1973; Schriesheim és Kerr 1977a, 1977b; Vecchio 1977, 1983-ban) is kritizálták az elméletet igazoló bizonyítékok természetét és az LPC-vel vezetési stílus mérésének egész módszerét. Ezután Fiedler és munkatársai évtizedeken keresztül dolgoztak az esetlegességi elmélet további finomításán és kutatási eredményeikkel további bizonyítékokat szolgáltattak.
- Az un. észlelési forrás elmélet (angolul: Cognitive Resource Theory ~CRT) Fiedler alap modelljét a vezető jellemvonásaival egészítette ki (ld. Fiedler és Garcia 1987). CRT azon viszonyok azonosításával foglalkozik, melyek lehetővé teszik, hogy a vezetők és munkatársaik egyaránt hatékonyan használhassák értelmük-, képességeik- és tudásukból származó erőforrásaikat. Míg általánosságban feltételezett, hogy az értelmesebb, gyakorlottabb vezetők eredményesebbek mint a kisebb tehetségű és gyakorlatlanabbak, mégis, Fiedler kutatásai ezt a feltételezést nem igazolják.

## Összegezés
Fiedlernek úgy tűnt, hogy a vezető hatékonyságának kulcsfontosságú meghatározó tényezője a belső feszültség, a stressz (Fiedler és Garcia 1987; Fiedler és mások, 1994). Feszült helyzetekben vezetők energiáikat feszült kapcsolataikra vesztegetik és nem bírják értelmi képességeiket a feladatra összpontosítani. Ezért az egyéni intelligencia csak stressz nélküli helyzetekben használható hatékonyan. Fiedler kutatásai kimutatták hogy a alacsony szintű stressz-helyzetekben a gyakorlat ténylegesen gátolja a teljesítést, de feszült helyzetekben az nagy előnnyé válhat. A többi helyzeti tényezőkhöz hasonlóan, Fiedler a vezetési helyzet megtervezését és figyelmes alakítását javasolja feszült helyzetek kezelésére, mert azzal a vezetőnek lehetősége lesz arra, hogy vezetői képességeinek hasznát vegye.
Az összes kritika ellenére, Fiedler kontingencia modellje egy fontos elméletnek bizonyul, mert egy teljesen új szempontot adott a vezetéstudományi kutatásoknak. Fiedler elméletét követően számos kutató átvette e modell esetlegességi szemszögét.